# Мужев, Константин Геннадьевич
Константин Геннадьевич Мужев (2 февраля 1977, Минск) — белорусский скульптор, перформер, видеоаст[кто?].

## Биография
Родился в Минске в семье радиофизиков. Учился в художественной школе, занимался дзюдо, увлекался панк-культурой и играл в музыкальной группе.
1997 — Окончил Минское государственное художественное училище им. А.К. Глебова (Жбанов Владимир).
2006 — Окончил Белорусскую Государственную Академию Искусств, художественный факультет, отделение скульптуры. C 2011 г. является членом белорусского союза дизайнеров.

## Творчество
С 1997 года принимает активное участие в выставочных проектах и фестивалях современного искусства в Беларуси и за её пределами.
Творчество К. Мужева характеризуется поиском нового опыта существования в пространстве искусства и художника. Опираясь на академическое образование, соединяя перформанс и видео, используя синкретизм разных медиа, художник создает провокационный формат взаимодействия со зрителем. Общим для художественного языка является сложное напластование выразительных средств, использование атрибутики одного вида искусства в другом. В работах всегда ощущается «скульптурность» мышления автора, поэтому актуальным вопросом остается связь между телом человека и окружающей реальностью. Диапазон представленных осмысливаемых тем в творчестве весьма широк — это личностные переживания художника, темы времени, дуализм существования современного человека, проблемы глобалистики и т. д. Используя потенциал живописи, скульптуры, он конструирует сложные перформансы, дополняя их инсталляциями, видео и документальным кино, создавая новый тип синкретизма и морфологии искусства.

## Скульптура
В период с 2003 по 2007 гг. был создан ряд работ под общим названием «Урбаноиды». В качестве материала в основном использовал дерево, раскрывая возможности материала для усиления глубины высказывания и полноты его содержания. Каждая скульптура в проекте «Урбаноиды» выступает своеобразной «монадой» (греч. «единица», «простая сущность») — элементарной единицей живого организма, имеющей один геном, который объединяет весь проект. Это скульптурная цитата выполняет роль философской категории, отсылающей к древнегреческой философии пифагорейцев, где монада понималась как мысль, к философии Лейбница, в которой монады обеспечивали многообразие мира феноменов. Главная идея цикла — всеобщее различие первоэлементов, разворачивающихся и являющихся самостоятельными силами, способными видоизменяться и приводить в движение все вокруг.
В проекте «Элементариум» (2009—2010 гг.) К. Мужев продолжил и дополнил начатую философскую тему, представив «…всевозможные формы существования, состоящие из схожих по характеру элементов, но разных в своих формах и несущие разный смысл» (К. Мужев). Скульптор изучал связь реального предмета с его мысленно виртуальным отображением: как «создаваемый» и уже «существующий». В процессе творчества исследуется путь происхождения и внутренний мир объекта, который сложно продемонстрировать на экспозиции. В этих двух проектах «скульптуры-монады» обладают двумя характеристиками -стремлением и восприятием. В то же время эти проекты можно рассматривать как монаду самого скульптора — совокупность его стремлений и переживаний, «ego, взятое в полной конкретности» (Э. Гуссерль).

## Перформанс

### Выход 0 (1999 г.)
Проходил в рамках проекта «Просвет в тоннеле». Основная цель перформанса — измерение модусов существования человека в мире. Через активную жестикуляцию, публичное обнажение, обстрегание волос, применение телесных практик транслировался отказ от физического, социального и духовного. Необходимо отметить, что такое понимание средств перформера, роднит его «радикальным» перформансом. Преломление идей З. Фрейда, «фундаментальной онтологии» М. Хайдеггера и концепций Ж. П. Сартра позволяет художнику задавать вопрос: кто и каков есть человек? Это — «существо», затерявшееся в бесконечных симулякрах и деконструкциях в поисках самореализации? Или же это — гигант и титан, способный на высокие прозрения духа? Ответ для художника очевиден: необходимо найти «точку ноль», совершить «полное обнуление» для дальнейшего развития. Неслучайно, данный перформанс появился в 1999 г., на пороге нового тысячелетия, во время, когда такие вопросы всегда задавались художниками в истории искусства («Автопортрет» А.Дюрера, 1500 г., «Откуда мы? Кто мы? И куда мы идем?»).

### Доминанта чёрного (2000 г.)
Фундаментальный по своему высказыванию перформанс, и весьма лаконично сдержанный в художественно-выразительных средствах. К. Мужев использовал цветовую триаду «черный»-«белый»-«черный» и содержательную — «круг»-«фигуру»-«цвет», апеллировал к категориям онтологии в философии «начало»-«бесконечность»-«абсолют». Зритель наблюдал, как чёрный цвет круга поглощает белую фигуру перформера, оставляя доминировать чёрный цвет, как символ абсолюта. Чёрный и белый — это не крайности, а взаимодополняющие категории. Данный перформанс своеобразный отсыл к искусству супрематизма, в котором цвет, фигура, пространство сведены до лаконичности повествования.

### Перформанс «1=1» (2011 г.)
Представлен в соавторстве с Сергеем Варкиным на биеннале современного искусства в Москве. Тела художников, выкрашеные в чёрный и белый цвета, символизировали противостояние, полярность суждений, невозможность понимания. Цвет «злого» слова — белый, и наоборот, а используемый аудивизуальный ряд словами-перевертышами. Частицы, которые снежат на экране — это и есть люди, не умеющие понять и договориться. Современный мир глазами художников — это мир людей, которые не желают договариваться и ведут войну невосприятия друг друга. Применение видео-арта, синтез звука, текста и цвета позволили глубже и эмоциональнее донести идею герменевтического апокалипсиса, вопрос интерпретации слова и текста, части и целого. В этой совместной работе прослеживаются традиции ранних перформансов И. Кляйна, и достижений боди-арта.

### Перформанс «Социальный проект № 2»
«Блин — социальное исследование гризали…». Современный человек — это не «человек-играющий» (Й. Хейзинга), а «человек-поедающий». Еда — главный персонаж культуры, она сопровождает человека повсюду: чашка кофе с сандвичем по дороге, шуршащие чипсы в огромных залах кинотеатров, круглосуточная доставка еды из магазинов и ресторанов. Еда выступает едва ли не как самый главный атрибут посещения супермаркетов, тем самым наполняя повседневность человека. Растущие повсеместно сети быстрого питания, различного рода закусочные постоянно подогревают аппетит. Перформер задает вопрос, какого же восприятие, работает ли мышление человека, если он все время «потребляет»? За безобидным удовлетворением чувства голода, современное общество — это «жующее» общество, готовое перемалывать все достижения культуры как громадный контейнер по переработке, не дифференцируя и не осмысляя. Пирамида психолога А. Маслоу не работает. Человек остался на этапе удовлетворения своих физических потребностей, а поставленный вопрос остается открытым в финале.

### Исторический перформанс «Архаика и вечность» (2011 г.)
Проходил в мемориальном музее З. И. Азгура. Это трансляция заново осмысленных перформером происходивших процессов и явлений, его отклик на трагедию, его критика и непринятие насилия. Ретрансляция истории, открытие архивов, скрываемых ранние фактов, многие из которых являются весьма неоднозначными. Некогда великие исторические идолы крушатся и падают. Художник затрагивает очень непростую тему для многих поколений — тему концлагерей и ГУЛАГа. Особое место отводится судьбам женщин во время революционных событий 1917 г. в России, гражданской войны, во время которых погибло несколько миллионов женщин и детей. Пространство музей, наполненное бюстами и портретами «кумиров» усиливало трагидийность события. Скульптуры выступали исторической декорацией на фоне которой разворачивался перформанс. К. Мужев использовал видеохорнику.

### Перформанс «AssTOчеRTИLA» (2013)
Был представлен в программе белорусского арт-перформанса на Международном фестивале современного искусства ГОГОЛЬFEST 13 (г. Киев, Украина). Повествование перформера актуализирует вопросы существования человека в модусе своей повседневности, в котором есть все необходимое: невыразительность, присутствие при видимом отсутствии, размытое сосуществование. Контакт со зрилем, что роднит с хепенингом. На экране мерцают геометрические фигуры, читаетсяотсыл к супрематическому ходу и опыту оптического искусства. Внутренние состояние человека-фигуры переносится на экран, где футуристические наработки транслируют внутреннюю дестабилизацию персонажа.

### Перформанс «Дедал и Икар» (2015 г.)
Состоялся в Национальном художественном музее Республики Беларусь в рамках мировой выставки «Изобретения да Винчи». Обращение к мифу как огромному пласту коллективного бессознательного (К. Г. Юнг) — это возможность реминисценции опыта человечества тысячелетий в современной культуре. Икар — это своего рода архетип, образ чудака, имеющийся в разных культурах, который пытался воплотить в жизнь безумную идею полета. Согласно К. Леви-Строссу, миф связан с прошлыми событиями, которые образуют постоянную структуру, одновременную для прошлого, для настоящего и будущего. Состоявшийся в контексте выставки Леонардо да Винчи перформанс характеризуется аллегоричностью и символичностью. В нём отражена тема дерзновений духа художника — древнегреческого Икара, титана эпохи Возрождения Леонардо да Винчи и нашего современника, который способен на смелость творчества. Язык этого перформанса весьма синкретичен, как и сама природа мифа. В нём органично сочетаются видеоарт и скульптура. Символ крыльев на экранах проявляется разными способами: намеченные точки, фотоленты, оптические иллюзии-обманки. Этим перформансом К. Мужев организовал семантическое пространство для диалога «Икаров» всех времен.

### Перформанс «A(I)_+» (2016 г.)
Проходил в рамках акции «Ночь музеев» в Витебском Центре Современного Искусства и актуализировал тему эмиграции и идентичности человека в мировом пространстве. Автор показал, что, несмотря на все заявления политиков о равенстве и братстве людей, наличии демократии и т. д., с каждым днем обостряются вопросы идентификации личности. Кто он современный человек, имеет ли значение группа крови, национальность, насколько соответствует нормам и требованиям фирмы, страны, или же люди остались вечными странниками, не имеющими ни малой, ни большой Родины? В данном перформансе значительное место отводится аудиовизуальным средствам, видеоаст использует документальные съемки, телерепортажи, подчеркивая историческую документальность и современность ситуации.

## Видеоарт «ВОЙНАWARЫ vol.№ 1,2,3»
Является трилогией со своей драматургией: экспозицией, кульминацией и эпилогом. Видеоаст «киноповествует», запечатлевает ускользающие образы, реанимирует вопросы, вызывая на диалоговую активность зрителя и слушателя. В представленном видеоарте война — это не зрелище, а уродство века. Бесконечные репортажи о военных событиях из разных точек земного шара превратились в зрелище и заняли нишу сериалов. Военные съемки стали основой реальных сценариев, перешли в повседневную жизнь человека. Действительность поставляет сериалы, нет больше необходимости писать какие-либо сценарии. Война стала неотъемлемым атрибутом жизни — будь-то реальные военные события или же войны корпораций из-за продвижения каких-либо брендов на рынке. Видео, являясь новой кистью художника, помогает создавать современное искусство. И если постмодернизм деперсонализирует автора, то в работах К. Мужева прослеживается активная позиция художника и остается место для авторства. Игра цитат на нескольких уровнях, чудовищные дантовские метафоры, фрагменты архивных лент — все это заставляет зрителя заниматься составлением связей, которые разворачиваются в представленном фрагменте. Это динамическая живопись и документальные впечатления об окружающем мире. Глобальные темы, смысл истории, итог научно-технического прогресса, трудности коммуникации, роль художника, соотношение массового и элитарного — все это попадает в поле рефлексии видеоаста.

## Выставки. Фестивали
1997 — Участие в создании мемориального комплекса «Остров Мужества и Скорби», Минск.

### 2000—2004
«Новые имена». Республиканская выставка — конкурс молодых художников. Первое место в номинации «Авангардное искусство», диплом за первое место в номинации скульптура и специальный приз компании «Schwarzkopf & Henkel».
«Просвет в тоннеле». Куратор групповой выставки — акции (перформанс, скульптура, живопись). Минск, Беларусь. «Галерея 24». Участие в групповых выставках (Минск, Беларусь). «Время не стоит и не ждёт». Республиканская выставка-конкурс молодых художников (Минск, Беларусь).
Московский международный художественный салон «Новое поколение» (ЦДХ, Москва). «Осень-2003». Республиканская выставка (Минск, Беларусь). Акция «No Porno» (перформанс). Дом Моды (Минск, Беларусь).

### 2005—2007
Пятый Международный фестиваль снежных и ледовых скульптур «Снежная фантазия» (Мурманск, Россия). Первый международный конкурс молодых архитекторов «Леонардо 2005». Проект объединения «Блок» «11 веков истории Беларуси». Проект «Next Generation в белорусской скульптуре». Выставка «Увидеть воздух» (Минск, Беларусь). Выставка «Мифы Беларуси» (Дворец Республики, Минск, Беларусь). Проект «Пантеоника». Музей Марка Шагала (Витебск, Беларусь).
Фестиваль ледовой и снежной скульптуры в г. Харбин (КНР). Фестиваль авангардной моды «Мамонт». перформанс «Имаго» (Национальная библиотека Беларуси, Минск, Беларусь). Участие в выставке «Взгляды» (Вильнюс, Литва).

### 2008—2009
Дизайн-биржа. Перформанс «Суприматический ход» в рамках выставки, посвященной творчеству К. Малевича. Перформанс «1 равновесие 1» в рамках Дня белорусской письменности (Национальная библиотека Беларуси, Минск, Беларусь). Участие в I Международном фестивале скульптур из песка (Минск, Беларусь). Арт-проект «Колесо» (Минск, Беларусь).
Проект «Потенциализм» (Минск, Беларусь). Международный конкурс Art Week (Москва). Перформанс «Инвалиды морали»(Минск, Международный день музеев). Участие в 53 Венецианской бьеннале со скульптурным проектом «Элементариум» (Минск, Белэкспо). Перформанс «Точка», открытие 53 Венецианской бьеннале (Минск, Белэкспо). Перформанс «Насыщение формы», фестиваль «Дах 9». Участие в фестивале цифрового искусства и видеоарта «Terranova» (Национальная библиотека Беларуси, Минск).

### 2010—2011
Cкульптурный проект-продолжение «Элементариум» в рамках выставки «Art In Touch». Перформанс «Социальный проект № 1: латентное насилие» в рамках Недели дизайна (Вильнюс, Литва). Перформанс «Перформанс са смакам бульбы: Аграрная святыня» в проекте «Артсегмент» (Минск, Беларусь). Перформанс «Глухая пора» в фестивале Ненеэкспериментального искусства «ДАХ-11» (Минск, Беларусь). Перформанс «БессловесТныЙ» на фестивале Forvard (Минск, Беларусь). Проект «ЭЛЕМЕНТАРИУМ III» полная версия в галереи «У» (Минск, Беларусь).
Участие в «5th Arte Laguna Prize»(Венеция, Италия). Перформанс "Вызов ", Минск, Дрозды. Перформанс «Архаика и вечность», Музей З.Азгура (Минск, Беларусь). Выставка работ объединения «Блок» (Проект «11 веков истории Беларуси»), Музей З.Азгура, Минск, Беларусь. Перформанс «1=1» и видеоинсталляция «CIVILIZATION» (Московская бьеннале современного искусства, Москва, Россия). Визуально-музыкальный эксперимент «ЛИНИЯ», Национальная школа красоты (Минск, Беларусь). Проект видео-арта «… начало продолжение…». Музей современного изобразительного искусства (Минск, Беларусь).

### 2012—2014
Перформанс «Социальный проект № 2» Выставка «ЛитАрт», Дворец искусств (Минск, Беларусь). Куратор выставки «Inter Face» Олега Костюченко и Сергея Варкина. Участие в выставке «Abstract 2012», Центр современного искусства (Витебск, Беларусь). Перформанс «Решение2я фаза», Ночь музеев (Музей современного изобразительного искусства, Минск, Беларусь). Перформанс «ДИССIDENT», « III Биеннале живописи, графики и скульптуры», Дворец искусств (Минск, Беларусь).
Перформанс «ЛООК», Фестиваль современного искусства «Дах-Крах» Музей современного изобразительного искусства (Минск, Беларусь). Выставка-проект «MUZHEV(a)», Национальная школа красоты (Минск, Беларусь). Перформанс «AssTOчеRTИLA», программа белорусского арт-перформанса на Международном фестивале современного искусства «ГОГОЛЬFEST 13» (Киев, Украина). Участие в выставке современного белорусского искусства «Avant-gARTe. От квадрата к объекту» (Минск, Беларусь). Перформанс «№ 8 технология любви», участие в фестивале перформанса «Penatra(c)tion»5 (Минск, Беларусь).

### 2015
Перформанс «ΔαίδαλοςἼκαρος» в рамках выставки «Изобретения да Винчи». Национальный художественный музей Республики Беларусь (Минск).
Перформанс «A(I)_+» в рамках международной акции «Ночь музеев», Витебский Центр Современного Искусства (Беларусь). Перформанс «SKVARETINO», Художественная галерея Национального Полоцкого историко-культурного музея-заповедника (Полоцк, Беларусь). Перформанс «ДuLЯ camaro Ю», в рамках фестиваля «Дни искусства» (Львов, Украина). Участие в выставке «Осенний салон — 2015», скульптура «NOY-VOY-STOY-ARY», Дворец искусств (Минск, Беларусь).

## Награды
Является победителем республиканских и международных конкурсов, обладателем многочисленных дипломов и наград. Имеет медаль и диплом за «Высокое качество скульптуры» на фестивале ледовой и снежной скульптуры в г. Харбин. Является лауреатом Специального фонда президента Республики Беларусь молодым деятелям культуры и искусства.